# 普雷梅克
普雷梅克（法語：Prémesques，法語發音：[pʁemɛk]）是法国上法蘭西大區北部省的一个市镇，属于里尔区和里尔欧洲都会区。

## 地理
普雷梅克（50°39'19"N, 2°57'9"E）面积5.07 平方千米，位于法国上法蘭西大區北部省，该省份为法国最北部的省份及最长的省份，西北濒北海，西接加来海峡省，南至埃纳省和索姆省，东与比利时接壤。
与普雷梅克接壤的市镇（或旧市镇、城区）包括：乌普利讷、卡潘盖姆、拉沙佩勒-达尔芒蒂耶尔、韦普地区埃讷蒂耶尔、里尔、佩朗希。
普雷梅克的时区为UTC+01:00、UTC+02:00（夏令时）。

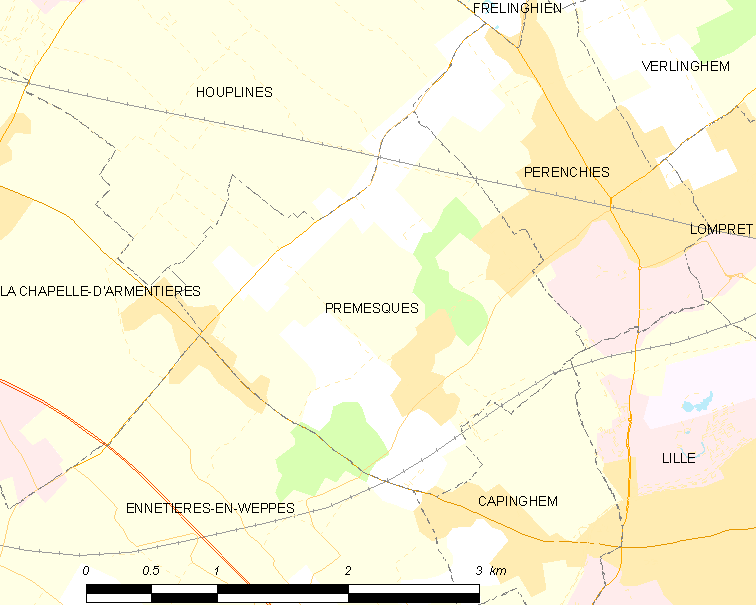
普雷梅克的OSM定位图

## 行政
普雷梅克的邮政编码为59840，INSEE市镇编码为59470。

## 政治
普雷梅克所属的省级选区为阿尔芒蒂耶尔县。

## 人口

1962-2008年间普雷梅克人口变化图示

普雷梅克于2022年1月1日时的人口数量为2029人。